# Onnen aika
Onnen Aika (Time of Happiness) is een studioalbum van een aantal Finse musici, waarvan Heikki Sarmanto waarschijnlijk de bekendste is. Het album bevat teksten van Pentti Saarikoski, voorzien van muziek door Sarmanto. Het album in compact disc-versie uit 2003 was uitsluitend bedoeld voor de Finse markt, gegevens in een andere taal ontbreken volledig, behalve Printed/Made in EU. De zangeres zou meewerken aan meerdere albums van Sarmanto.

## Musici
- Maija Hapuoja – zang (laulu)
- Heikki Sarmanto – piano
- Pekka Sarmanto – basgitaar (basso)
- Esko Rosnet – drumkit (rummut)
- Edward Vesala – percussie op (9)
- Juhani Aaltonen – dwarsfluit (huilu)
- Seppo Tukiainen – viool (viulu)
- Karoly Garam – cello (sello)

## Tracklist
| Nr. | Titel                                         | Duur |
| --- | --------------------------------------------- | ---- |
| 1.  | Ylös Korkeuteen / Aurinko Meni Mailleen       | 5:52 |
| 2.  | Jos Vähän Levähtäisin / Kaikki Tämä Sekasorto | 1:04 |
| 3.  | Minä Keksin Solmua                            | 1:47 |
| 4.  | Kuusen Latvan Takana                          | 4:35 |
| 5.  | Päivä Yötä Kokoaa                             | 1:10 |
| 6.  | Yöllä Aurinko                                 | 5:27 |

| Nr. | Titel                        | Duur |
| --- | ---------------------------- | ---- |
| 1.  | Heinät Heiluu                | 5:30 |
| 2.  | Katson Kiikarilla            | 2:26 |
| 3.  | Linnut Lähtee Köyhiin Maihin | 3:10 |
| 4.  | Edes Yhtä Vanhurskasta       | 2:12 |
| 5.  | Miten Haluaisinkaan          | 3:34 |
| 6.  | Niitty On Harmaa             | 2:23 |